# Oulad Azzouz
Oulad Azzouz (franska: Oulad Azzouz (CR), Oulad Azzouz (Commune Rurale), arabiska: أولاد عبدون) är en kommun i Marocko.   Den ligger i provinsen Khouribga och regionen Béni Mellal-Khénifra, i den norra delen av landet, 140 km söder om huvudstaden Rabat. Antalet invånare är 9 434.